# Список наград и номинаций Вуди Аллена
Представляя свои фильмы на кинофестивалях, Вуди Аллен обычно не включает их в конкурсную программу, тем самым исключая возможность оценки картин со стороны жюри и получения премий. Он не посещает церемонии награждения премией «Оскар», даже когда на премию номинированы его собственные фильмы. Несмотря на это, Вуди Аллен удостоен многочисленных международных наград за режиссёрские и актёрские работы, а также сценарии. Почти каждый его фильм номинируется в нескольких категориях на премию «Оскар» и на другие. Премии неоднократно получали также актёры, участвовавшие в его постановках.
Некоторые факты о признании и наградах Вуди Аллена:
- В конце 1960-х Аллен был уже признан ведущим комедиографом американского экрана и достаточно популярен, чтобы поместить его фото на обложку авторитетного журнала «Лайф» (1969).
- В 1977 году картина Аллена «Энни Холл» получила четыре премии «Оскар», в том числе как лучший фильм.
- В 1978 году Аллен получил премию О`Генри за рассказ «Случай с Кугельмасом», опубликованный в журнале «Нью-Йоркер» годом ранее.
- Крупный бельгийский документалист Андре Дельво в 1980 снял картину «Вуди Аллену — из Европы с любовью».
- Дважды Аллену доставалась премия «Сезар» за лучший иностранный фильм: сначала в 1980 за «Манхэттен», затем в 1986 за «Пурпурную розу Каира». Ещё семь его картин были номинированы на эту премию.
- «Пурпурная роза Каира» также получила «Золотой глобус» за лучший сценарий. Всего Аллен номинировался на эту премию десять раз в трех номинациях.
- На Венецианском фестивале (1995) Вуди Аллен получил «Золотого льва» за вклад в кинематографическое искусство.
- Годом спустя Аллен получил аналогичную премию от Режиссёрской гильдии США.
- В 2002 Аллен получил премию принца Астурийского, а вскоре в столице Астурии городе Овьедо была водружена статуя режиссёра в полный рост[1].
- В том же году Аллен получил ещё одну премию за общий вклад в кинематографию, на этот раз редкую «Пальмовую ветвь пальмовых ветвей», вручаемую на Каннском кинофестивале. Помимо него, эта премия вручалась лишь в 1997 Ингмару Бергману.
- В 2005 году голосованием профессионалов, так или иначе работающих в жанре комедии, Аллену было отдано третье место среди лучших комиков всех времен (после Питера Кука и Джона Клиза)[2].
- В июне 2007 года барселонский Университет имени Помпеу Фабра избрал Вуди Аллена доктором философии honoris causa.

## Премия Американской киноакадемии («Оскар»)
| Год  | Фильм                      | Результат   | Категория                    |
| ---- | -------------------------- | ----------- | ---------------------------- |
| 1978 | «Энни Холл»                | Лауреат     | Лучшая режиссёрская работа   |
| 1978 | «Энни Холл»                | Лауреат     | Лучший оригинальный сценарий |
| 1978 | «Энни Холл»                | Номинирован | Лучшая мужская роль          |
| 1979 | «Интерьеры»                | Номинирован | Лучшая режиссёрская работа   |
| 1979 | «Интерьеры»                | Номинирован | Лучший сценарий              |
| 1980 | «Манхэттен»                | Номинирован | Лучший оригинальный сценарий |
| 1985 | «Бродвей Дэнни Роуз»       | Номинирован | Лучшая режиссёрская работа   |
| 1985 | «Бродвей Дэнни Роуз»       | Номинирован | Лучший оригинальный сценарий |
| 1986 | «Пурпурная роза Каира»     | Номинирован | Лучший оригинальный сценарий |
| 1987 | «Ханна и её сёстры»        | Лауреат     | Лучший оригинальный сценарий |
| 1987 | «Ханна и её сёстры»        | Номинирован | Лучшая режиссёрская работа   |
| 1988 | «Дни радио»                | Номинирован | Лучший оригинальный сценарий |
| 1990 | «Преступления и проступки» | Номинирован | Лучшая режиссёрская работа   |
| 1990 | «Преступления и проступки» | Номинирован | Лучший оригинальный сценарий |
| 1991 | «Элис»                     | Номинирован | Лучший оригинальный сценарий |
| 1993 | «Мужья и жёны»             | Номинирован | Лучший оригинальный сценарий |
| 1995 | «Пули над Бродвеем»        | Номинирован | Лучшая режиссёрская работа   |
| 1995 | «Пули над Бродвеем»        | Номинирован | Лучший оригинальный сценарий |
| 1996 | «Могучая Афродита»         | Номинирован | Лучший оригинальный сценарий |
| 1998 | «Разбирая Гарри»           | Номинирован | Лучший оригинальный сценарий |
| 2006 | «Матч-пойнт»               | Номинирован | Лучший оригинальный сценарий |
| 2012 | «Полночь в Париже»         | Номинирован | Лучшая режиссёрская работа   |
| 2012 | «Полночь в Париже»         | Лауреат     | Лучший оригинальный сценарий |
| 2014 | «Жасмин»                   | Номинирован | Лучший оригинальный сценарий |

## Премия Британской академии кино и телевизионных искусств (BAFTA)
| Год  | Фильм                      | Результат   | Категория                      |
| ---- | -------------------------- | ----------- | ------------------------------ |
| 1978 | «Энни Холл»                | Лауреат     | Награда Дэвида Лина режиссёрам |
| 1978 | «Энни Холл»                | Лауреат     | Лучший оригинальный сценарий   |
| 1978 | «Энни Холл»                | Номинирован | Лучшая мужская роль            |
| 1980 | «Манхэттен»                | Лауреат     | Лучший оригинальный сценарий   |
| 1980 | «Манхэттен»                | Номинирован | Награда Дэвида Лина режиссёрам |
| 1980 | «Манхэттен»                | Номинирован | Лучшая мужская роль            |
| 1984 | «Зелиг»                    | Номинирован | Лучший оригинальный сценарий   |
| 1985 | «Бродвей Дэнни Роуз»       | Лауреат     | Лучший оригинальный сценарий   |
| 1985 | «Бродвей Дэнни Роуз»       | Номинирован | Лучший оригинальный сценарий   |
| 1986 | «Пурпурная роза Каира»     | Лауреат     | Лучший оригинальный сценарий   |
| 1987 | «Ханна и её сёстры»        | Лауреат     | Награда Дэвида Лина режиссёрам |
| 1987 | «Ханна и её сёстры»        | Лауреат     | Лучший оригинальный сценарий   |
| 1987 | «Ханна и её сёстры»        | Номинирован | Лучшая мужская роль            |
| 1988 | «Дни радио»                | Номинирован | Награда Дэвида Лина режиссёрам |
| 1988 | «Дни радио»                | Номинирован | Лучший оригинальный сценарий   |
| 1991 | «Преступления и проступки» | Номинирован | Награда Дэвида Лина режиссёрам |
| 1991 | «Преступления и проступки» | Номинирован | Лучший оригинальный сценарий   |
| 1993 | «Мужья и жёны»             | Лауреат     | Лучший оригинальный сценарий   |
| 1996 | «Пули над Бродвеем»        | Номинирован | Лучший оригинальный сценарий   |
| 2012 | «Полночь в Париже»         | Номинирован | Лучший оригинальный сценарий   |

## Премия «Золотой глобус» (Golden Globe Awards)
| Год  | Фильм                      | Результат   | Категория                                 |
| ---- | -------------------------- | ----------- | ----------------------------------------- |
| 1977 | «Энни Холл»                | Номинирован | Лучшая режиссёрская работа                |
| 1977 | «Энни Холл»                | Номинирован | Лучший сценарий                           |
| 1977 | «Энни Холл»                | Номинирован | Лучшая мужская роль в комедии или мюзикле |
| 1978 | «Интерьеры»                | Номинирован | Лучшая режиссёрская работа                |
| 1978 | «Интерьеры»                | Номинирован | Лучший сценарий                           |
| 1983 | «Зелиг»                    | Номинирован | Лучшая мужская роль в комедии или мюзикле |
| 1985 | «Пурпурная роза Каира»     | Лауреат     | Лучший сценарий                           |
| 1986 | «Ханна и её сёстры»        | Номинирован | Лучшая режиссёрская работа                |
| 1986 | «Ханна и её сёстры»        | Номинирован | Лучший сценарий                           |
| 2005 | «Матч-пойнт»               | Номинирован | Лучшая режиссёрская работа                |
| 2005 | «Матч-пойнт»               | Номинирован | Лучший сценарий                           |
| 2008 | «Викки Кристина Барселона» | Лауреат     | Лучшая комедия                            |
| 2012 | «Полночь в Париже»         | Номинирован | Лучшая режиссёрская работа                |
| 2012 | «Полночь в Париже»         | Лауреат     | Лучший сценарий                           |
| 2012 | «Полночь в Париже»         | Номинирован | Лучший фильм — комедия или мюзикл         |

## Премия Режиссёрской гильдии США (Directors Guild of America Awards)
| Год  | Фильм                      | Результат               | Категория                                            |
| ---- | -------------------------- | ----------------------- | ---------------------------------------------------- |
| 1977 | «Энни Холл»                | Лауреат                 | За выдающееся режиссёрское достижение в игровом кино |
| 1979 | «Манхэттен»                | Номинирован             | За выдающееся режиссёрское достижение в игровом кино |
| 1986 | «Ханна и её сёстры»        | Номинирован             | За выдающееся режиссёрское достижение в игровом кино |
| 1989 | «Преступления и проступки» | Номинирован             | За выдающееся режиссёрское достижение в игровом кино |
| 1996 | За вклад в кинематограф    | За вклад в кинематограф | За вклад в кинематограф                              |
| 2011 | «Полночь в Париже»         | Номинирован             | За выдающееся режиссёрское достижение в игровом кино |

## Премия «Сатурн» (Saturn Awards)
| Год  | Фильм                  | Результат   | Категория                                 |
| ---- | ---------------------- | ----------- | ----------------------------------------- |
| 1984 | «Зелиг»                | Номинирован | Лучшая режиссёрская работа                |
| 1986 | «Пурпурная роза Каира» | Номинирован | Лучшая режиссёрская работа                |
| 1986 | «Пурпурная роза Каира» | Номинирован | Лучший сценарий                           |
| 1986 | «Пурпурная роза Каира» | Лауреат     | Специальная Памятная президентская премия |

## Американская премия в области комедии (American Comedy Awards)
| Год  | Фильм                   | Результат | Категория                        |
| ---- | ----------------------- | --------- | -------------------------------- |
| 1987 | «Ханна и её сёстры»     | Лауреат   | Самая смешная роль первого плана |
| 1987 | За вклад в кинематограф |           |                                  |

## Берлинский международный кинофестиваль
| Год  | Фильм                         | Результат   | Категория                                          |
| ---- | ----------------------------- | ----------- | -------------------------------------------------- |
| 1975 | «Любовь и смерть»             | Лауреат     | Премия международного союза кинокритиков (UNICRIT) |
| 1975 | «Любовь и смерть»             | Номинирован | Золотой медведь                                    |
| 1975 | Серебряный берлинский медведь |             |                                                    |

## Каннский кинофестиваль
| Год  | Фильм                  | Результат | Категория                                             |
| ---- | ---------------------- | --------- | ----------------------------------------------------- |
| 1985 | «Пурпурная роза Каира» | Лауреат   | Приз международной ассоциации кинокритиков (ФИПРЕССИ) |